# Yersiniosi
La yersiniosi è una malattia infettiva causata da batteri appartenenti al genere Yersinia; negli Stati Uniti la maggior parte dei casi di yersiniosi è causata da Yersinia enterocolitica.
La yersiniosi, che ha maggiore incidenza nei bambini piccoli, è in genere contratta mediante il consumo di prodotti a base di carne cruda o non sufficientemente cotta, di latte non pastorizzato o l'ingestione di acqua contaminata dai batteri patogeni. È stata inoltre associata alla manipolazione di chitterlings crudo.

## Segni e sintomi
L'infezione da Yersinia enterocolitica causa un quadro clinico che varia molto al variare dell'età dei soggetti colpiti. La sintomatologia più comune comprende febbre, dolori addominali e diarrea, spesso sanguinolenta; la patologia insorge dopo un periodo di incubazione di 4-7 giorni e può durare per 1-3 settimane o anche più. Negli adulti e negli adolescenti, i sintomi principali possono essere dolore nella parte destra dell'addome e febbre, di conseguenza la yersiniosi può essere confusa con la più comune appendicite acuta. In alcuni casi possono svilupparsi complicanze come rash cutaneo, artralgie, ileite, eritema nodoso e, nei casi più gravi, comparsa di batteriemia, artrite acuta e un quadro di sepsi.

## Diagnosi
La diagnosi avviene a seguito dell'isolamento in laboratorio di una coltura batterica di Y. enterocolitica o di specie similari di Yersinia, oppure con l'individuazione di anticorpi leganti l'antigene F del batterio responsabile della yersiniosi.

## Trattamento
Nella maggior parte dei casi non è necessario trattare farmacologicamente la gastroenterite causata da Yersinia enterocolitica; tuttavia, per le infezioni più gravi (casratterizzate da batteriemia o da sepsi), viene effettuata una terapia antibiotica ad alte dosi; i farmaci di elezione sono la doxiciclina e alcuni amminoglicosidi; una terapia alternativa prevede l'impiego di cefotaxima, fluorochinoloni e cotrimossazolo.